# 卡沙什·陶马什
卡沙什·陶马什（匈牙利語：Kásás Tamás，1976年7月20日—），匈牙利男子水球运动员。他曾代表匈牙利参加1996年、2000年、2004年、2008年和2012年夏季奥林匹克运动会水球比赛，共获得三枚金牌。